# Communauté de communes des Isles du Doubs
La communauté de communes des Isles du Doubs (CCID) est une ancienne communauté de communes française (COM-COM) située dans le département du Doubs et la région Bourgogne-Franche-Comté.

## Historique
L'intercommunalité est créée par un arrêté préfectoral du 28 mars 1996. 
La commune de Bretigney se retire le 1er janvier 2013 pour rejoindre la communauté de communes des Trois Cantons.
Le 1er janvier 2016, Arcey, jusqu'alors membre de la communauté de communes de la vallée du Rupt, intègre la communauté de communes des Isles du Doubs  afin d'éviter de se retrouver intégrée contre son gré dans la communauté d'agglomération Pays de Montbéliard Agglomération.
Dans le cadre des dispositions de la loi portant nouvelle organisation territoriale de la République du 7 août 2015, qui prévoit que les établissements publics de coopération intercommunale (EPCI) à fiscalité propre doivent avoir un minimum de 15 000 habitants, la COM-COM fusionne avec celles du Pays de Rougement et du pays de Clerval pour constituer la Communauté de communes des Deux Vallées Vertes.

## Composition
En 2016, après l’adhésion d'Arcey, la communauté de communes des Isles du Doubs regroupait les vingt-et-une communes suivantes :
| Nom                         | Code Insee | Gentilé     | Superficie (km2) | Population (dernière pop. légale) | Densité (hab./km2) |
| --------------------------- | ---------- | ----------- | ---------------- | --------------------------------- | ------------------ |
| L'Isle-sur-le-Doubs (siège) | 25315      | L'Islois    | 10,67            | 3 090 (2014)                      | 290                |
| Accolans                    | 25005      |             | 5,18             | 101 (2014)                        | 19                 |
| Appenans                    | 25019      | Appenans    | 4,07             | 397 (2014)                        | 98                 |
| Arcey                       | 25022      |             | 12,57            | 1 436 (2014)                      | 114                |
| Blussangeaux                | 25066      | Bolottes    | 2,12             | 83 (2014)                         | 39                 |
| Blussans                    | 25067      | Blussannois | 8,04             | 195 (2014)                        | 24                 |
| Bournois                    | 25083      | Bourniquais | 10,48            | 194 (2014)                        | 19                 |
| Étrappe                     | 25226      |             | 2,92             | 202 (2014)                        | 69                 |
| Faimbe                      | 25232      | Faimbiers   | 1,97             | 110 (2014)                        | 56                 |
| Gémonval                    | 25264      | Gémonvalois | 3,39             | 82 (2014)                         | 24                 |
| Geney                       | 25266      | Geneys      | 4,33             | 141 (2014)                        | 33                 |
| Hyémondans                  | 25311      | Hyémondans  | 6,87             | 191 (2014)                        | 28                 |
| Lanthenans                  | 25327      |             | 3,36             | 68 (2014)                         | 20                 |
| Mancenans                   | 25365      | Moblots     | 11,94            | 321 (2014)                        | 27                 |
| Marvelise                   | 25369      | Merligiens  | 4,21             | 152 (2014)                        | 36                 |
| Médière                     | 25372      | Médièrois   | 5,73             | 313 (2014)                        | 55                 |
| Onans                       | 25431      | Onanais     | 14,21            | 371 (2014)                        | 26                 |
| La Prétière                 | 25470      |             | 2,71             | 166 (2014)                        | 61                 |
| Rang                        | 25479      | Rangeois    | 10,32            | 426 (2014)                        | 41                 |
| Sourans                     | 25552      | Souranais   | 4,20             | 125 (2014)                        | 30                 |
| Soye                        | 25553      | Soyots      | 13,89            | 385 (2014)                        | 28                 |

## Organisation

### Élus
La communauté de communes était administrée par son conseil communautaire, composé de  conseillers municipaux représentant chacune des  communes membres.

### Compétences
L'intercommunalité exerçait les compétences qui lui avaient été transférées par les communes membres, dans les conditions déterminées par le code général des collectivités territoriales.

### Régime fiscal et budget
La communauté de communes était un établissement public de coopération intercommunale à fiscalité propre.
Afin de financer l'exercice de ses compétences, l'intercommunalité percevait  la fiscalité professionnelle unique (FPU) – qui a succédé à la taxe professionnelle unique (TPU) – et assure une péréquation de ressources entre les communes résidentielles et celles dotées de zones d'activité.
Elle perçoit également une taxe d'enlèvement des ordures ménagères (REOM), afin de financer le fonctionnement de ce service public.
Elle ne reversait pas de dotation de solidarité communautaire (DSC) à ses communes membres.

## Réalisations
Conformément aux dispositions légales, une communauté de communes a pour objet d'associer des « communes au sein d'un espace de solidarité, en vue de l'élaboration d'un projet commun de développement et d'aménagement de l'espace ».